# 工藤大輝
工藤 大輝（くどう たいき、1987年6月28日 - ）は、日本の歌手、ダンサーである。北海道出身。エイベックス・マネジメント所属。
5人組アーティスト「Da-iCE」のリーダー兼パフォーマー。身長172cm、血液型はB型。

## 経歴
- ダンスボーカルグループDa-iCEのリーダー兼パフォーマー。
- 作詞・作曲も手掛け、自身が所属しているDa-iCEまた西島隆弘（Nissy）やその他アーティストへの楽曲提供も行っている。
- TBSラジオ『TALK ABOUT』ではパーソナリティーを努めていた。
- 2020年9月には、「サントリー烏龍茶」とファッションブランド「niko and...（ニコアンド）」によるコラボアイテム「烏龍Tコレクション」のイメージビジュアルのモデルを務めた。
- 自身がクリエイティブディレクターをつとめるオリジナルアパレルブランド “ITEM”（アイテム）が始動。
- 2025年1月28日、右膝の関節鏡視下半月板縫合術の手術を行う[1]。
- 小樽ふれあい大使観光任命

## 人物
- アパレルショップのスタッフ経歴があり、ファッションに造詣が深い[2]。
- アイドルオタクでアニメオタクであることを公表している。きっかけとなった人物は松浦亜弥で、後に松浦の楽曲「100回のKISS」をカバーしている[3]。その他好きなアイドルはPerfume、東京女子流、でんぱ組.inc、乃木坂46など多岐にわたり、実際にペンライトやサイリウムを持参してライブに赴くこともある[4][5]。2016年9月よりニッポン放送NEWS ONLINEにてアイドルに特化した連載コラム「工藤大輝と偶像音楽論」を投稿[6]。
- AAAの宇野実彩子を尊敬している
- Da-iCEオフィシャルブログ（2018年1月2日）にて、「作詞作曲をはじめたのは、18歳だった気がします。」と質問に回答している
- 大のサウナ好きである。趣味は「全国サウナ巡り」
- 2022年7月から始まる『Da-iCE ARENA TOUR 2022 -REVERSi-』のタイトルにちなみ、髪色を金髪に反転させた
- claquepotは実際には本人であり双子の兄という設定上の人物である[7]

## 受賞歴
2025年
- atmos presents SNEAKER BEST DRESSER AWARD 2025 男性アーティスト部門

## claquepot
- この項目では「claquepot」名義の作品を紹介する。

### 配信シングル
| #  | 発売日     | タイトル           | 初収録アルバム |
| -- | ---------- | ------------------ | -------------- |
| 1  | 2019/02/28 | むすんで           | DEMO           |
| 2  | 2019/03/28 | テノヒラ           | DEMO           |
| 3  | 2019/04/28 | ケダモノ           | DEMO           |
| 4  | 2019/05/28 | バイバイ           | DEMO           |
| 5  | 2019/07/28 | home sweet home    | press kit      |
| 6  | 2019/08/28 | choreo             | press kit      |
| 5  | 2019/09/28 | pointless          | press kit      |
| 6  | 2019/10/28 | ahead              | press kit      |
| 7  | 2019/11/28 | reflect            | press kit      |
| 8  | 2019/12/28 | finder             | press kit      |
| 9  | 2020/06/28 | sweet spot         | the test       |
| 10 | 2020/11/28 | useless            | the test       |
| 11 | 2021/04/28 | hibi               | the test       |
| 12 | 2021/07/28 | resume             | the test       |
| 13 | 2022/04/22 | tone               | the test       |
| 14 | 2022/06/28 | silence            | the test       |
| 15 | 2022/08/10 | okashi             | the test       |
| 16 | 2022/10/14 | rwy                | the test       |
| 17 | 2023/02/24 | blank              |                |
| 18 | 2023/05/17 | space              | recruitment    |
| 19 | 2023/08/23 | detox              | recruitment    |
| 20 | 2023/10/04 | ターコイズドリップ | recruitment    |
| 21 | 2023/12/13 | メロー・イエロー   | recruitment    |
| 22 | 2024/04/03 | 4 y'all feat. SWAY |                |
| 23 | 2024/06/28 | クリア             |                |

### オリジナル・アルバム
| # | 発売日     | タイトル    | 販売形態                     | 販売形態                     | 順位 |
| # | 発売日     | タイトル    | 初回限定盤                   | 通常盤                       | 順位 |
| - | ---------- | ----------- | ---------------------------- | ---------------------------- | ---- |
| 1 | 2019/06/28 | DEMO        | ダウンロード／ストリーミング | ダウンロード／ストリーミング |      |
| 2 | 2020/03/28 | press kit   | ダウンロード／ストリーミング | ダウンロード／ストリーミング |      |
| 3 | 2022/12/14 | the test    | AVCD-63399/B                 | AVCD-64300                   | 50   |
| 4 | 2023/12/20 | recruitment | DDCB-12369SS                 | DDCB-12369                   |      |

### ミュージック・ビデオ
- 「silence」までは自身の顔を隠すようなMVとなっていたが、「okashi」以降のMVでは顔を見せている。

| #          | 公開日     | タイトル           | 初収録シングル     | 初収録アルバム |
| ---------- | ---------- | ------------------ | ------------------ | -------------- |
| 1          | 2016/05/01 | むすんで           | むすんで           | DEMO           |
| 2          | 2016/10/09 | テノヒラ           | テノヒラ           | DEMO           |
| 3          | 2017/11/10 | ケダモノ           | ケダモノ           | DEMO           |
| 4          | 2018/06/28 | バイバイ           | バイバイ           | DEMO           |
| 5          | 2018/07/12 | AUTO               |                    | DEMO           |
| 6          | 2019/08/14 | home sweet home    | home sweet home    | press kit      |
| 7          | 2019/09/14 | choreo             | choreo             | press kit      |
| 8          | 2019/10/14 | pointless          | pointless          | press kit      |
| 9          | 2019/11/14 | ahead              | ahead              | press kit      |
| 10         | 2019/12/14 | reflect            | reflect            | press kit      |
| 11         | 2020/01/14 | finder             | finder             | press kit      |
| 12         | 2020/03/28 | flying             |                    | press kit      |
| 13         | 2020/06/28 | sweet spot         | sweet spot         | the test       |
| 14         | 2020/12/28 | useless            | useless            | the test       |
| 15         | 2021/10/14 | resume             | resume             | the test       |
| 16         | 2022/04/29 | tone               | tone               | the test       |
| 17         | 2022/07/29 | silence            | silence            | the test       |
| 18         | 2022/08/19 | okashi             | okashi             | the test       |
|            | 2022/11/08 | rwy                | rwy                | the test       |
| 19         | 2022/12/09 | blue print         |                    | the test       |
| 20         | 2023/02/24 | blank              | blank              |                |
|            | 2023/05/17 | space              | space              | recruitment    |
| 2023/08/23 | detox      | detox              |                    | recruitment    |
| 21         | 2023/12/12 | ターコイズドリップ | ターコイズドリップ | recruitment    |
| 22         | 2024/02/04 | スローペースダンス | スローペースダンス | recruitment    |
| 23         | 2024/04/06 | ドゥームストリーム | ドゥームストリーム | recruitment    |
|            | 2024/05/04 | 4 y'all            | 4 y'all            |                |
| 24         | 2024/08/06 | クリア             | クリア             |                |

## 作品

### 楽曲提供
- Nissy - 楽曲「ハプニング」（作詞・作曲）、楽曲「Double Trouble」（作詞・作曲）、楽曲「SLAVE」（作詞）※共作
- 天才凡人 - 楽曲「プラシーボ」（作詞・作曲）
- わーすた - 楽曲「タピオカミルクティー」（作曲）※共同制作、楽曲「ぐるトレ」（作曲）※共同制作
- Kolme - 楽曲「Repeat」（作詞・作曲）
- GENIC - 楽曲「SUN COMES UP」（作詞・作曲）、楽曲「TALK」（作詞・作曲）※共同制作、楽曲「GradatioN」（作詞・作曲）※共同制作
- Lilac - 楽曲「Hello～2020～」（作詞・作曲）、楽曲「テレパシー」（作詞・作曲）、楽曲　「よくばり」（作詞・作曲）
- FlowBack - 楽曲「Dramatic Lover」(作詞・作曲)
- CUBERS - 楽曲「強くあれ」(作詞・作曲)
- SexyZoneｰ楽曲「Try This One  More Time」（作詞･作曲）
- OWVｰ楽曲「Frontier」（作詞･作曲)
- TRIGGERｰ楽曲「SOL」（作詞･作曲)

### 写真集
| 発売日 | タイトル               | 備考                  |
| ------ | ---------------------- | --------------------- |
| 2017年 | 工藤大輝 写真集 -極光- | mu-moショップにて発売 |
| 2019年 | 工藤大輝 写真集 -彗星- | mu-moショップにて発売 |
| 2020年 | 工藤大輝 写真集 -邂逅- | mu-moショップにて発売 |

## 出演

### ラジオ
- TALK ABOUT（2018年4月 - 2025年3月 、TBSラジオ） - パーソナリティ
- アフター6ジャンクション（2020年、TBSラジオ）
- CultureZ（2020年、文化放送）
- イオンウォーター presents トトノウラジオ（2021年、InterFM）

### テレビ番組
- ヒルナンデス（2018年、日本テレビ）
- ダウンタウンDX（2019年、日本テレビ）
- TALK ABOUT＋（2019年5月5日 - 2020年3月29日、BS-TBS）
- 私のアニメ語り（2020年、NHK）
- いっとこ! みんテレ（2020年、北海道文化放送）
- あるある土佐カンパニー（2021年、テレビ朝日系）
- 今田耕司のネタバレMTG（2021年、読売テレビ）
- EXITV（2021年、フジテレビ系）
- バゲット（2021年、日本テレビ）
- ダウンタウンDX 初夏の2時間スペシャル（2021年、日本テレビ）
- グータンヌーボ2（2021年、関西テレビ）

### ウェブ番組
- 恋する♡週末ホームステイ（2017年10月 - 、ABEMA） - メインMC
- Music水曜THE NIGHT（2021年 - 、ABEMA）
- 工藤大輝の強くてニューゲーム（2023年8月 - 、OPENREC.tv）

### 映画
- 劇場版 ウルトラマンオーブ 絆の力、おかりします!（2017年） - サーペント星人の声 役[10]

### イベント
- LFY 2018（2018年） - カタログモデル
- AbemaTV文化祭（2019年7月28日）
- サントリー烏龍茶×niko and... コラボアイテム「烏龍Tコレクション」（2020年） - イメージビジュアルモデル

### 書籍
- LFY 2018（2018年） - カタログモデル
- 日経エンタテインメント！（2020年）
- KISS TOKYO（2020年）
- HYPER CHEESE "TOKYO"（2020年）
- OCEANS（2020年）
- SENCE（2020年）

### ウェブマガジン
- エイベックス・マネジメント学園 写真部（2016年）
- Masterd 1週間私服スナップ（2019年）
- Droptokyo（2020年・2021年）

### CM
- Amazon Music TVCM「Following is Cheering」篇（2022年5月23日 - ）[11]

### MV出演
- 佐伯ユウスケ「ダンシング」ミュージックビデオ (2018年)